# Demian
Demian. Die Geschichte einer Jugend ist der Titel eines 1917 geschriebenen und 1919 unter dem Pseudonym Emil Sinclair veröffentlichten Romans von Hermann Hesse: Der Schriftsteller Emil Sinclair erzählt die in seinem Vorwort als Autobiographie ausgegebene Geschichte seiner Kindheit und Jugend mit ihrer stufenartigen Entwicklung zur Selbstfindung.

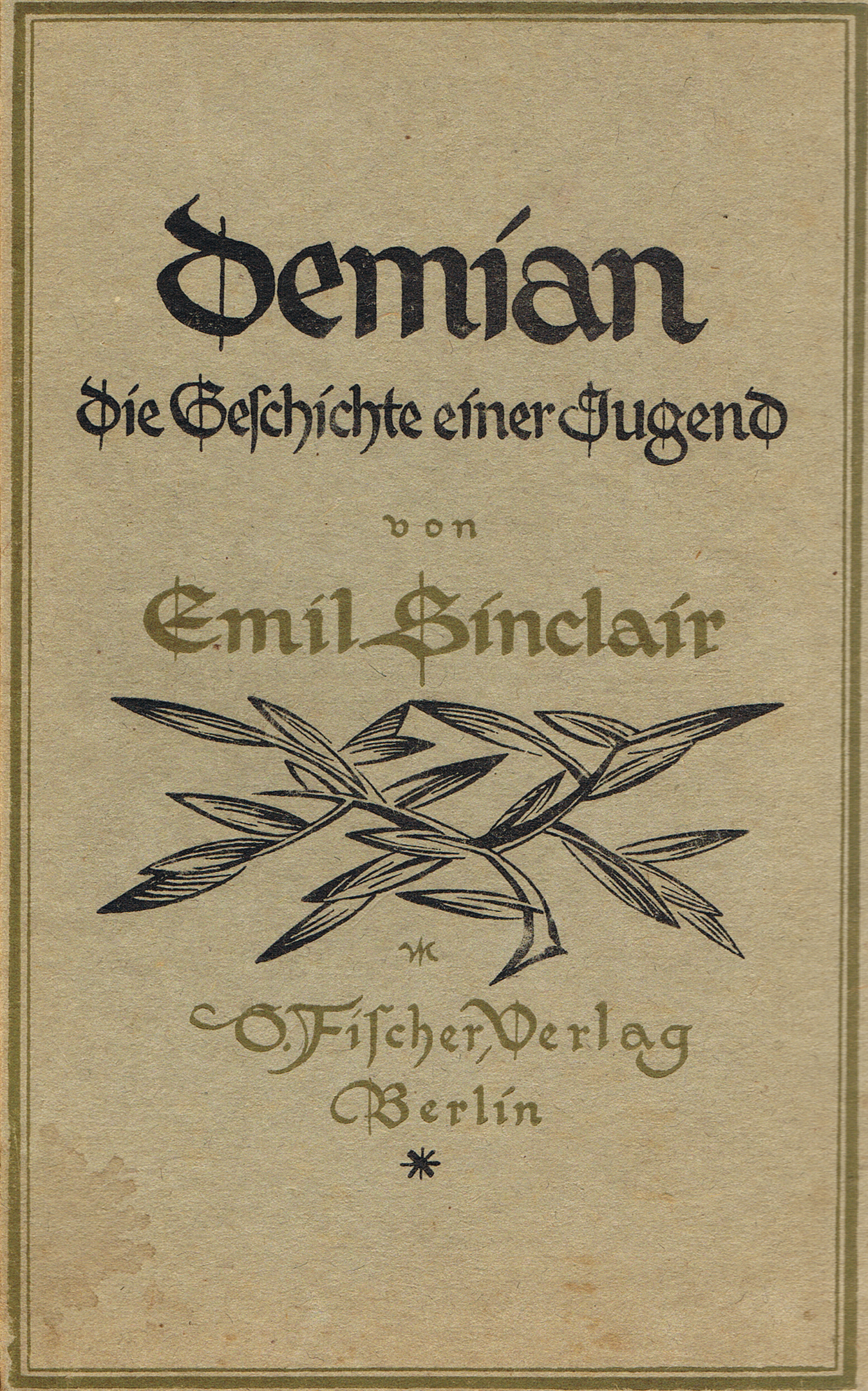
Erstausgabe 1919

## Inhalt
Der Schriftsteller Emil Sinclair erzählt im Rückblick die Geschichte seiner Kindheit und Jugend. Stufenartig wird die Entwicklung des Protagonisten vom zehnjährigen Lateinschüler zum 18-jährigen Studenten und dann zum jungen Soldaten geschildert. Mit jeder Etappe gewinnt er an Selbstvertrauen und eigenem Charakter, mit jedem Schritt findet Sinclair mehr zu sich. Zugleich aber enthält der Roman eine radikale Kritik der dualistischen christlichen Moral und Dogmatik mit dem Ziel, eine anders geartete, bipolarische und nichtpatriarchale Kultur zu schaffen. Symbol dieses Kulturwandels ist die große Eva-Mutter, aus der am Ende eine neue Menschheit hervorgeht.

### Einstieg
„Mancher wird niemals Mensch, bleibt Frosch, bleibt Eidechse, bleibt Ameise. Mancher ist oben Mensch und unten Fisch. Aber jeder ist ein Wurf der Natur nach dem Menschen hin. Und allen sind die Herkünfte gemeinsam, die Mütter, wir alle kommen aus demselben Schlunde; aber jeder strebt, ein Versuch und Wurf aus den Tiefen, seinem eigenen Ziel zu. Wir können einander verstehen; aber deuten kann jeder nur sich selbst.“

### Zwei Welten
Im frühesten Kindesalter spürt Sinclair die Existenz zweier Welten in seinem Leben: Die eine ist die warme, lichte, geborgene, saubere und liebe Vater- und Mutterwelt. Ihr gegenüber steht die andere, die verbotene, dunkle, böse, allgemein gegensätzliche Welt, die ihm spannender und verlockender erscheint. Diese fremde Welt begegnet dem sozial höhergestellten Lateinschüler Sinclair in dem drei Jahre älteren Volksschüler und Schneidersohn Franz Kromer. Mit einer erfundenen kleinen Räubergeschichte von einem Apfeldiebstahl, mit der er seinen Kameraden imponieren will, kommt er in die Knechtschaft Kromers. Dieser droht ihm, ihn anzuzeigen, wenn er kein Schweigegeld zahlt. Da er es nicht aufbringen kann – Sinclair bekommt, obwohl seine Eltern wohlhabend sind, zur Verwunderung Kromers kein Taschengeld –, lässt dieser ihn andere, demütigende Dinge tun. Der naive Sinclair fühlt sich immer mehr in die dunkle Welt hineingezogen, weil er zu Hause Geld stiehlt und sich nicht traut, seinen Eltern die Wahrheit zu beichten. In den kommenden Wochen wird er von Albträumen und Angstzuständen geplagt, seinen Eltern gegenüber verhält er sich zunehmend verschlossen. Sinclair bekennt: „Was ich in diesen Träumen erlebte und was in der Wirklichkeit, das kann ich längst nicht mehr genau trennen.“ Er wird immer mehr von Kromer unter Druck gesetzt und ausgenutzt und sieht angstvoll der Zerstörung seiner bisher heilen Welt entgegen.

### Kain
Die Rettung aus dieser Zwangssituation kommt von einem neuen Schüler, dem mehrere Jahre älteren Max Demian. Dieser weckt das Interesse der Mitschüler durch sein intelligentes und erwachsenes Auftreten. Bei einem Spaziergang erzählt Demian Sinclair seine eigene Interpretation der Geschichte von Kain und Abel, wonach das Kainsmal keine offen sichtbare, also körperliche Markung seiner Schuld sei, sondern ein Zeichen von Überlegenheit und Charakterstärke. Er erkennt, dass Sinclair unter der Macht Kromers leidet, und schlägt ihm vor, die Kunst des „Gedankenlesens“ auszuprobieren. Dieser fragt sich verwundert: „Sprach da nicht eine Stimme, die nur aus mir selber kommen konnte? Die alles wusste? Die alles besser, klarer wusste als ich selber?“ Demian spricht mit Kromer und dieser lässt von da an sein Opfer in Ruhe. Sinclair verfällt in Euphorie, vermag aber nicht, gegenüber Demian Dankbarkeit zu empfinden. Stattdessen zieht er sich wieder in die heile Welt des Elternhauses zurück.

### Der Schächer
In der Pubertät angekommen, spürt Sinclair Triebe aufkeimen, die er auf die dunkle Welt zurückführt. Er erkennt schließlich, dass auch diese in ihm stecken und er sie nicht einfach vergessen oder verdrängen kann. Im Konfirmationsunterricht trifft Sinclair erneut auf Demian. Die beiden kommen sich wieder näher, und es entwickelt sich eine Freundschaft. Ausgangspunkt ihrer weltanschaulichen Gespräche ist die Kreuzigungsgeschichte und die unterschiedliche Beurteilung der beiden mit Jesus hingerichteten Verbrecher. Hier zieht Demian eine Parallele zu seiner „Kain und Abel“-Interpretation. Sinclair sieht in Demian zunehmend einen Seelenbruder. Unter anderem zeigt dieser ihm, wie sich Menschen allein durch einen eigenen, starken Willen steuern lassen. Vor allem beeinflusst Demian ihn mit seinen kritischen Ansichten von Einseitigkeit des christlichen Gottes- und Weltbildes. Den biblischen Gott hält er für unvollkommen, da er nur die gute offizielle Hälfte vertrete, während die andere Hälfte, v. a. der sexuelle Bereich des normalen Lebens, dem Teufel zugeschrieben und von der Gesellschaft ohne Differenzierung totgeschwiegen werde. Sinclair erkennt in dieser Sicht seinen eigenen Widerspruch zwischen den zwei Welten und wird gewahr, dass dies kein persönlicher, sondern ein kulturell bedingter Konflikt ist. „In mir trafen diese Worte das Rätsel meiner ganzen Knabenjahre, das ich jede Stunde in mir trug und von dem ich nie jemandem ein Wort gesagt hatte.“ Demian sieht sich und seinen Freund als Vorbilder für eine andere Art zu leben, denn auch die Gedanken der anderen Hälfte müssten gelebt werden. Jeder müsse selbst für sich entscheiden, was ihm erlaubt und was verboten ist, da sich Regeln genauso wie gesellschaftliche Konventionen mit der Zeit ändern und Verbote nur in ihrer jeweiligen Zeitspanne gelten würden. Kurz vor der Konfirmation scheint sich Demian von Sinclair zu distanzieren. Emil sieht Max zum ersten Mal im Zustand der Meditation, seine eigenen Versuche gelingen ihm jedoch nicht. Nach der Konfirmation beginnt für ihn eine Zeit, in der die Kindheit um ihn her in Trümmer fällt.

### Beatrice
Mit etwa 14 Jahren wechselt Sinclair auf das Gymnasium in St. und wohnt in der Knabenpension eines Lehrers. Fern von Demian nehmen seine seelischen Probleme wieder zu. Er wird durch Alfons Beck, den ältesten seiner Pension, zum Trinker und erlebt seine ersten Alkoholexzesse, so dass er mit der Zeit als berühmter Kneipenbesucher bekannt wird und ein immer selbstzerstörerischeres Verhalten an den Tag legt. Indes herrscht in seinem Innersten ein zwiespältiges Gefühlschaos: Während er sich zum Teufel und zur dunklen Welt abgeglitten sieht, sehnt Sinclair sich nach einer neuen Liebe und nach seinem Freund Demian. Auch anderen Leuten erscheint Sinclair als ein seelisches Wrack, allen voran seinen Eltern, die ihn bei einem Besuch kaum wiedererkennen und befürchten, dass er von der Schule verwiesen wird. Sein innerer Konflikt beginnt sich zu lösen, als er einer jungen Frau begegnet, die er heimlich verehrt. Er nennt sie Beatrice, in Anlehnung an ein englisches Gemälde, das er stets bei sich trägt und das Dantes Jugendliebe Beatrice Portinari zeigt. Er verklärt sie zu einem Heiligtum und kehrt der bösen Welt schlagartig den Rücken. Manchmal ganz in einer Traumwelt lebend, beginnt er, Zeichnungen von seiner Beatrice anzufertigen. In diesen erkennt er Merkmale und Gesichtszüge von Demian und später auch von sich selbst: „Das Bild glich mir nicht – das sollte es auch nicht, fühlte ich – aber es war das, was mein Leben ausmachte, es war mein Inneres, mein Schicksal oder mein Dämon.“ Durch eine innere Verbundenheit mit den Bildern entwickelt er ein neues Ideal, das ihn leitet. Seine Schulnoten verbessern sich wieder, aber seine Wandlung isoliert ihn von den Kameraden. Er lebt „in einer ganz unwirklichen Welt“ mit Träumen und Erwartungen. Schließlich zeichnet der jetzt 16-Jährige nach dem Vorbild des Wappenvogels über dem Portal seines Elternhauses, auf den ihn einst Demian aufmerksam gemacht hat, das Traumbild eines Vogels, der aus einer Weltkugel hervorkommt, und sendet es an seinen Freund.

### Der Vogel kämpft sich aus dem Ei
Bald darauf findet Sinclair in seiner Schulklasse einen kleinen Zettel in seiner Mappe, auf dem Demians Worte stehen: „Der Vogel kämpft sich aus dem Ei. Das Ei ist die Welt. Wer geboren werden will, muss eine Welt zerstören. Der Vogel fliegt zu Gott. Der Gott heißt Abraxas.“ Schon in der nächsten Unterrichtsstunde erfährt Sinclair, dass Abraxas der Name einer Gottheit ist, die Göttliches und Teuflisches vereint. Sein Interesse an dieser mysteriösen Göttergestalt ist augenblicklich geweckt. Nach erfolgloser Suche in der Bibliothek gelangt Emil, von seinem Verlangen nach Musik geleitet, zu dem Organisten namens Pistorius, einem ehemaligen Theologiestudenten. Dieser erzählt Sinclair einerseits von Abraxas als dem Einenden der zwei gegensätzlichen Welten, andererseits von dem „großen Menschheitsbesitz“, den jeder Mensch mit sich trage. All das, was jemals in einer Menschenseele gelebt habe, befinde sich auch in jedem einzelnen Individuum. Wer sich dessen bewusst sei, sei Mensch im eigentlichen Sinn. Pistorius hegt Zweifel am christlichen Gottesbild, verweist auf Abraxas und bestärkt Sinclair darin, sich mehr auf die eigene Stimme zu verlassen als auf die Meinung anderer.

### Jakobs Kampf
Unterdessen zieht Sinclair durch seine Ausstrahlung den spirituell suchenden Mitschüler Knauer an, doch er kann ihm nicht helfen und sagt ihm, er müsse seinen eigenen Weg suchen. Knauer ist verzweifelt und Emil verhindert, von einer inneren Macht an den Unglücksort gezogen, seinen Selbstmord. Gegen Ende seiner Gymnasialzeit trennt sich der inzwischen 18-jährige Sinclair von seinem Führer Pistorius, der sich trotz seiner Botschaft zur Selbstfindung an traditionelle Werte, die Tradition seiner Musik, gebunden fühlt und Sinclairs radikalen Schnitt für sich nicht vollziehen kann. Der individuelle Weg, schicksalhaft nur den inneren Bedürfnissen entsprechend zu leben und auch Verbrechen nicht auszuschließen, bedeute die extreme Einsamkeit: „Wer wirklich gar nichts will als sein Schicksal, der hat nicht seinesgleichen mehr, der steht ganz allein und hat nur den kalten Weltenraum um sich. […] das ist Jesus im Garten Gethsemane.“ Emil dagegen hat erkannt, dass es für erwachte Menschen wichtig ist, dem ureigenen Weg zu folgen, indem man auf sein Inneres hört. Für jeden existiere ein eigenes „Amt“, das ihm das Schicksal zuweise, und dem er nachgehen müsse.

### Frau Eva
Mit 18 Jahren beginnt Sinclair das Studium der Philosophie an der Universität H. Er betrachtet nun die Kneipengänger aus einer vollkommen anderen Perspektive und fühlt sich dieser Welt nicht mehr zugehörig. Er trifft – durch sein inneres Verlangen geleitet – wieder auf Demian und dieser lädt ihn in das Haus seiner Mutter ein. In der Halle hängt sein Sperberbild, das er dem Freund geschickt hat, und Sinclair erkennt, dass Demians Mutter, von ihren Vertrauten „Frau Eva“ genannt, dem oft von ihm gezeichneten Traumgesicht gleicht. Sie wird zu seinem neuen Leitbild, ist für ihn Dämon und Mutter, Schicksal und Geliebte, schön und verlockend, und gibt ihm die Kraft, ohne Angst und Unsicherheit auf sich selbst vertrauen zu können: „Meine Liebe zu Frau Eva schien mir der einzige Inhalt meines Lebens zu sein. Aber jeden Tag sah sie anders aus. Manchmal glaubte ich bestimmt zu fühlen, dass es nicht ihre Person sei, nach der mein Wesen hingezogen strebte, sondern sie sei nur ein Sinnbild meines Innern und wolle nur tiefer in mich selbst hinein führen. Oft hörte ich Worte von ihr, die mir klangen wie Antworten meines Unbewussten auf brennende Fragen, die mich bewegten.“ Frau Eva, Sinclair und Demian bilden in den kommenden Monaten eine enge, harmonische Gemeinschaft und den Kern eines Kreises „Suchende[r] von sehr verschiedener Art“, die sich durch das Kainszeichen und durch ihre Kritik an der „schreiende[n] Verödung des Geistes“ im jetzigen Europa verbunden fühlen. Gemeinsam bereiten sie sich auf den Zusammenbruch und die Neugeburt Europas vor, die sie erfühlen und für notwendig halten. Frau Eva spürt Sinclairs Liebe zu ihr und erklärt ihm, dass sie sich ihm nicht verschenken, sondern von ihm gewonnen werden will, indem seine Liebe sie zu ihm zieht.

### Anfang vom Ende
Nach einigen Monaten des Glücks in der „Trauminsel“ in H. ahnt Sinclair, dass dieser Zustand nicht anhalten wird und er wieder in der kalten Welt der anderen stehen würde. Er sucht Hilfe bei Frau Eva und fasst sein ganzes Bewusstsein zusammen, um die Geliebte zu sich zu ziehen. Doch sie folgt ihm nicht, sondern schickt ihm Demian, der ihm die Wende verkündet: Die Welt scheint zusammenzustürzen, der Erste Weltkrieg hat begonnen. Die Freunde werden Soldaten und kämpfen an der Front. Sinclair spürt, dass der von dem Kreis der Erleuchteten ersehnte Zusammenbruch des alten Systems beginnt, und deutet dementsprechend den Hass der Gegner aufeinander: „Die Urgefühle, auch die wildesten, galten nicht dem Feinde, ihr blutiges Werk war nur Ausstrahlung des Innern, der in sich zerspalteten Seele, welche rasen und töten, vernichten und sterben wollte, um neu geboren werden zu können. Es kämpfte sich ein Riesenvogel aus dem Ei, und das Ei war die Welt, und die Welt musste in Trümmer gehen.“ In einer Vision sieht Sinclair in einer Wolke Frau Eva als mächtige Muttergöttin, die die Menschheit in sich aufnimmt, um sie neu zu gebären. Aus ihrer Stirn löst sich ein Stern. Es ist ein Geschoss, das Sinclair schwer verwundet, Im Lazarett liegt der sterbende Demian neben ihm und sagt ihm, dass er ihn nicht mehr wie damals vor Kromer beschützen kann. Aber er sei in ihm und er müsse in sich hineinhorchen. Dann gibt er dem Freund einen Kuss von Frau Eva. Sinclair findet fortan den Freund und Führer in sich selbst, dort „wo im dunkeln Spiegel die Schicksalsbilder schlummern“, und dieser ist eins mit ihm geworden.

## Interpretation

### Pseudonym
Hesse veröffentlichte 1917 seine Erzählung Wenn der Krieg noch zwei Jahre dauert und einen politischen Aufsatz unter dem Pseudonym „Emil Sinclair“. Auch der im September/Oktober 1917 in einem dreiwöchigen Arbeitsrausch geschriebene Roman Demian, in dessen zweitem Teil sich seine Zeit auf dem Monte Verità niederschlug, wurde als Werk Sinclairs publiziert. Hesse wählte den Namen in Anspielung auf Isaac von Sinclair. Dessen Freundschaft zu Friedrich Hölderlin kann als Vorbild für das im Roman geschilderte Verhältnis zwischen Emil Sinclair und dem titelgebenden Max Demian gesehen werden. Wie der Schriftsteller erklärte, veröffentlichte er die Entwicklungsgeschichte unter einem Pseudonym, „um die Jugend nicht durch den bekannten Namen eines alten Onkels abzuschrecken“, aber auch, wie er in einem Brief an Eduard Korrodi schrieb, weil „der diese Dichtung schrieb, […] nicht Hesse“ war, „der Autor soundsovieler Bücher, sondern ein anderer Mensch, der Neues erlebt hatte und Neuem entgegenging“. Wegen der Identität der Namen des Autors und des Protagonisten wurde der Roman von vielen Interpreten als versteckte Autobiographie Hesses angesehen. Neben vielen Ähnlichkeiten (Familie, Schule) gibt es jedoch auch Unterschiede, v. a. in den letzten Kapiteln (Studium und Krieg).

### Aufbau
Das Buch ist in ein Vorwort des erwachsenen Sinclair und in acht Kapitel gegliedert, welche jeweils mit einem Titel versehen sind. Die Funktion des Vorwortes besteht darin, dem Leser die Person Emil Sinclairs als eine wirkliche, existierende zu präsentieren. Zudem wird vorgegeben, dass Demian eine Autobiografie sei, abseits jeglicher poetischer Fiktion. Entsprechend wird der Roman in der Ich-Form aus der Perspektive der Hauptfigur erzählt, was die zentrale Position des Individuumbegriffs im Werk bereits vorwegnimmt. Im Weiteren wird der Leser ermuntert, aus der Geschichte von Emil Sinclair zu lernen, wie man seinen Weg und seine Bestimmung findet und trotz Schwierigkeiten umsetzt.
Neben dieser formalen Anlage des Werkes lässt sich erkennen, dass die Erzählung auf zwei parallelen Handlungsebenen stattfindet: Während die eine sich auf die äußeren Geschehnisse beschränkt, bildet die andere Sinclairs Emotionen und psychische Entwicklung ab. Der äußere, insgesamt linear und chronologisch verlaufende Handlungsstrang schildert den Lebenslauf des Erzählers, wohingegen der innere Strang den permanenten Konflikt zwischen Sinclairs Ich und seiner Umgebung, das Aufeinanderprallen zweier Wertvorstellungen (nämlich Sinclairs und die seiner Eltern) und letztendlich Sinclairs inneres Wachstum beschreibt. Dabei lässt sich inhaltlich wie quantitativ feststellen, dass der innere Erfahrungsbereich bevorzugt behandelt wird: Sinclairs Familienmitglieder besitzen keine Namen, Außenschauplätze und Ortsangaben sind knapp umrissen bis austauschbar, auch die Zeitangaben bleiben vage und führen somit zu einer gewissen Zeitlosigkeit der Erzählung. Stattdessen findet das zentrale Geschehen in Sinclairs Psyche statt. Seine Wandlungen sind scheinbar Reaktionen auf äußere Impulse; tatsächlich entstehen die Antriebsstöße durch die Kräfte des Inneren, denen nachzugehen das Entstehen einer äußeren Handlung bewirkt. Sinclair selbst stellt im Vorspann sein Motto voran: „Ich wollte ja nichts als das zu leben versuchen, was von selber aus mir heraus wollte.“ Durch Hesses Erzählstil bleiben beide Handlungsstränge miteinander verwoben, können aber sowohl als äußere Lebensgeschichte wie als innerlicher Prozess angesehen werden. Dies entspricht Hesses Sichtweise, die er in seiner Schrift Innen und Außen so formuliert: „Nichts ist außen, nichts ist innen, denn was außen ist, ist innen.“

### Merkmale eines Entwicklungsromans und einer Kulturanalyse
Die Form des Romans lässt sich als typisch für den Entwicklungsroman bezeichnen. Erstes Merkmal eines auch Bildungsroman genannten Werkes ist der oft dreiteilige Aufbau. So lässt sich Demian in folgende drei Lebensabschnitte einteilen: Der erste beinhaltet die Konfrontation mit dem Bösen, umgesetzt durch die Bekanntschaft mit Kromer. Der zweite enthält das Verlassen des Elternhauses und somit der Umgebung der ersten Welt; Sinclair macht sich erste Gedanken über den Sinn des Lebens und beginnt die intensive Suche nach sich selbst. Der letzte und dritte Lebensabschnitt beinhaltet die Begegnung mit Demians Mutter und den eintreffenden Wandel durch den Ersten Weltkrieg.
Zugleich enthält der Roman eine äußerst kritische Kulturanalyse und den Entwurf einer nichtdualistischen Alternative. Sinclair gelangt zur Reife, indem er das neue Weltbild, das sich in Demian und in der Muttergestalt der Frau Eva verkörpert, in sich aufnimmt. Die Hingabe an das überpersönliche Kulturideal bringt zugleich die Lösung seiner persönlichen Probleme.
Ein letztes Merkmal sind Rückblicke und Verweise im Text auf frühere Entwicklungsstadien. Sie geben dem Text eine formale Struktur und helfen dem Leser, die verschiedenen Stufen zu erkennen und sie zu reflektieren. Das folgende Textbeispiel illustriert, dass Sinclair spürt, wie ihn die zweite, verdrängte Welt erneut einholt:
„Das Wichtige war: die dunkle Welt, die andere Welt war wieder da. Was einst Franz Kromer gewesen war, das stak nun in mir selber. Und damit gewann auch von außen her die andere Welt wieder Macht über mich.“

### Psychoanalytische Interpretation
Hesses primäre Absicht ist es, die innere Entwicklung von Emil Sinclair möglichst genau zu beschreiben. Demnach versucht er, keine größeren handlungs- oder spannungsfördernden Elemente einzubauen; alles, was sich ereignet, geht von Sinclair selbst aus. Häufig tritt die Handlung hinter der psychischen Betrachtung zurück. Möchte man bei der Interpretation weiter gehen, so sind alle Situationen, die im Buch vorkommen, allein auf Emil zurückführbar. Beispielsweise ist die Begegnung mit Franz Kromer eine allgemeine Auseinandersetzung mit dem Bösen, das in Emil existiert und ihn sofort überwältigt. Andererseits ist Demian Sinclairs Retter, der allwissende erwachsene und reife Typ, der Sinclair mehrere Male hilft, mit seinen Problemen umzugehen. Obwohl Demian im Roman als reale Person dargestellt ist, kann man ihn ebenso als integralen Teil Sinclairs ansehen. Hierzu folgende Textstelle: „Das war der Blick Demians. Oder es war der, der in mir drinnen war. Der, der alles weiß.“ Ein weiterer Hinweis darauf, dass Demian ein innerer Anteil Sinclairs sein könnte, ist die namentliche Ähnlichkeit zum Daimonion, der inneren Stimme, wie sie Sokrates helfend zur Seite stand. So kann Demian als ratgebende Kraft in Sinclairs Unterbewusstsein interpretiert werden.

#### Individuation als Schlüsselbegriff
Zentral für das Werk ist die angestrebte und im Laufe der Zeit zunehmende Individuation des Protagonisten mit dem Ziel, immer näher zu sich selbst zu kommen und ein eigenständiges Individuum zu werden. Hesse beschrieb dies als das wesentliche Motiv des Romans: „Der Demian handelt von einer ganz bestimmten Aufgabe und Not der Jugend, welche freilich mit der Jugend nicht aufhört, aber doch sie am meisten angeht. Es ist der Kampf um die Individualisierung, um das Entstehen einer Persönlichkeit.“ Im Demian erscheint diese Individuation als das stetige Werden der eigenen Persönlichkeit, das den einzigen, oft schwierigen Weg zu einem höheren, wertvolleren Leben darstellt. Der große Feind dieses Prozesses ist die Konvention, die Trägheit und das Flüchten in die Gesellschaft. „Hesse betont mit diesem Werk, wie viel sinnvoller es sei, sich mit allen Teufeln und Dämonen zu schlagen, als den Gott der Konventionen anzunehmen.“

#### Bezüge zu Jung

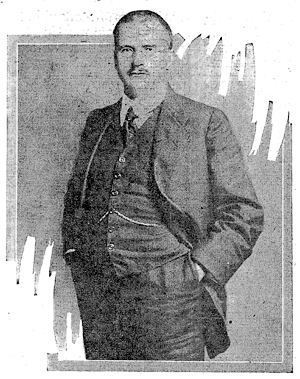
C. G. Jung in einer Grafik von 1912

Vergleicht man Hesses Demian mit der Psychologie Carl Gustav Jungs, so lassen sich einige Gemeinsamkeiten feststellen, die vor allem von Hesses Kontakt mit dem Jungianismus während seiner Psychotherapie bei dem Jung-Schüler und späteren Freund Joseph Bernhard Lang herrühren. Auffallend sind zunächst die Parallelen zu Jungs Traumdeutung und Theorie des Individuationsprozesses: Bei der Analyse eines Traums werden vom Träumer als bedeutende Einzelheiten erkannte Ereignisse aufgegriffen und die von ihm begriffenen Bedeutungsnuancen als Sinn des Traumes konstatiert. Betrachtet man anschließend eine Reihe von Träumen, so wird sichtbar, dass die Einzelträume in einer gemeinsamen Beziehung stehen, zusammen auf ein Ziel zusteuern und somit einen Entwicklungs- oder nach Jungs Bezeichnung einen Individuationsprozess darstellen. Sinclair träumt nun, dass Demian ihm das Hauswappen zu essen befiehlt, woraufhin der Wappenvogel ihn von innen verzehrt. Das entscheidende Detail, das Sinclair in Bildform, nämlich als in einer Weltkugel steckenden Sperber, an Demian schickt, wird von diesem mit dem Vogel-Ei-Welt-Vergleich gedeutet. Dieses Symbol wird im weiteren Verlauf auch im Traum mit Frau Eva in Verbindung gebracht und durch die Gespräche mit Pistorius, später mit Frau Eva selbst, erweitert, schließlich sogar bis zum Schicksalsbild erhoben. Analog zu Jung wird hiermit der Selbstwerdungsprozess versinnbildlicht.
Ein weiterer Aspekt umfasst das kollektive Unbewusste und die darin vorhandenen Archetypen. Jung bezeichnet damit die in jedem Menschen in allen Kulturen zu allen Zeiten existierenden Urbilder, Zustände und Mythologeme. Dieses kollektive Unbewusste grenzt sich vom persönlichen Unbewussten ab, welches bei jedem Menschen unterschiedlich ausgeprägt ist, und steht außerdem in gewisser Distanz zum Bewusstsein, so dass diese Urbilder vor allem in bedeutungsvollen und besonders außergewöhnlichen Träumen zutagetreten. Hierauf verweist Hesse, wenn er Pistorius vor Sinclair erläutern lässt: „Wir ziehen die Grenzen unserer Persönlichkeit viel zu eng! Wir rechnen zu unserer Person immer bloß das, was wir als individuell unterschieden, als abweichend erkennen. Wir bestehen aber aus dem ganzen Bestand der Welt, jeder von uns, und ebenso wie unser Körper die Stammtafeln der Entwicklung bis zum Fisch und noch viel weiter zurück in sich trägt, so haben wir in der Seele alles, was je in Menschenseelen gelebt hat.“
Schließlich kommt es nach Jung zur Verwirklichung des ganzen Menschen, sobald sich die jeweilige Person nicht mehr vom kollektiven Unbewussten wie üblich entfernt, sondern ebendieses schrittweise und allmählich im Bewusstsein integriert, der Persönlichkeitsbegriff also kurzum ausgeweitet wird. Dies geschieht immer wieder durch einzelne Momente, in denen die allgemeingültigen Gesetze menschlichen Schicksals die Absichten, Erwartungen und Anschauungen des persönlichen Bewußtseins durchbrechen, und die schließlich eine beständige Korrektur und Kompensation von seiten des allgemein menschlichen Wesens in uns bewirken. Solche Augenblicke, die Sinclair teils in innere Bedrängung bringen, finden sich z. B. bei seinen Träumen vom Vatermord, vom Sperber und von Abraxas, oder äußern sich in seinen diversen selbstgemalten Bildern, die aus seinem Unbewussten zu fließen scheinen. Zudem verweist Pistorius explizit auf die Wichtigkeit, sich über sein Unbewusstes auch im Klaren zu sein: „Es ist ein großer Unterschied, ob Sie bloß die Welt in sich tragen, oder ob Sie das auch wissen! […] [Jeder Mensch] ist ein Baum oder Stein, bestenfalls ein Tier, solange er es nicht weiß. Dann aber, wenn der erste Funke dieser Erkenntnis dämmert, dann wird er Mensch. Sie werden doch wohl nicht alle die Zweibeiner, die da auf der Straße laufen, für Menschen halten, bloß weil sie aufrecht gehen und ihre Jungen neun Monate tragen?“

#### Demian als Individuationsantrieb
Demian ist bereits zu Beginn ein vollkommenes Individuum, das sein Bewusstsein mit dem Unbewussten vereinigt hat. Nach Freud würde er als eine ICH-starke Person bezeichnet werden. Er ist das große Vorbild von Sinclair und erscheint anfangs wie gerufen, wenn dieser mit seinen Überlegungen nicht mehr weiter kommt. Zwischendurch wird diese wegweisende Funktion von Pistorius übernommen. So durchläuft der anfangs kindliche und unüberlegte junge Sinclair eine Reihe von Stufen der Reflexion, bis er sich schließlich von Demian lösen bzw. mit ihm vereinen kann und sich selbst als seinen eigenen Führer sieht. Diese Übereinstimmung mit Demian zeigt auch der Abschluss des Buches:
„Aber wenn ich manchmal den Schlüssel finde und ganz in mich selbst hinuntersteige, da wo im dunklen Spiegel die Schicksalsbilder schlummern, dann brauche ich mich nur über den schwarzen Spiegel zu neigen und sehe mein eigenes Bild, das nun ganz Ihm gleicht, Ihm, meinem Freund und Führer.“

### Autobiografische Züge
Hesse verarbeitet im Demian verschiedene, selektiv ausgewählte Erlebnisse aus seinen Jugendjahren 1887–1897 wie aus der Weltkriegszeit, und verarbeitet diese, besonders anhand der Psychoanalyse, neu. So zeigt der Verlauf der Jugend Sinclairs viele Ähnlichkeiten mit der seines Autors: Beide haben einen strengen Vater und eine sanfte Mutter, eine ältere und eine jüngere Schwester. Hermann Hesse wurde oft als sensibel und unbändig beschrieben, und genau so ist auch der Charakter des jungen Emils beschaffen. Beide empfanden eine Verdrängung der behüteten Kindheitswelt durch die „dunkle Welt“. Die Anfangsjahre des Romans können mit Hesses Aufwachsen in Calw verglichen werden; die Figur des Franz Kromer lässt sich vermutungsweise auf einen brutalen Vertreter seiner dortigen Bekanntschaft zurückführen. Auch Hesses Zeit am Cannstatter Gymnasium schlägt sich im Roman nieder: Sie zeigt sich ebenfalls bei der Gymnasialzeit Sinclairs in St. Emil wohnt genau wie Hesse bei seinem Lehrer, beide empfinden hier eine tiefe innere Verlassenheit, beide beginnen – durch einen Bekannten veranlasst – zu trinken und sich zu einem Kneipenbesucher mit schlechten Manieren zu entwickeln. Weitere Analogien sind Hesses Selbstmordgedanken, das Bestehlen seiner Eltern, um Geld zu bekommen, das tiefe Zerwürfnis mit seinem Vater und dessen Drohung, ihn in eine Besserungsanstalt einzuweisen. Die Liebe Emils zu Beatrice erinnert an Hesses Beziehung zu Eugenie Kolb; die Lebensumstände Sinclairs während der Studentenzeit an der Universität H. gleichen denen Hesses an der Tübinger Akademie. Ebenso kann man die Gespräche mit Pistorius in Verbindung mit der Behandlung Hesses bei seinem Luzerner Psychotherapeuten Lang bringen. Genau wie sein „Prototyp“ besitzt Pistorius ein großes Interesse an der Mythologie, an Abraxas und an altertümlichen Schriften.
Beachtet werden muss bei all diesen Vergleichen, dass Hesses Figuren ihren wahren Vorbildern in einigen Aspekten ähneln, ihnen jedoch nicht entsprechen. Ganz im Gegenteil verkehrt Hesse manche Eigenschaften ins Gegenteil: So war Lang beispielsweise lebenslanger Freund des Autors, und, entgegen Pistorius, Katholik. Unterm Strich lässt sich im Demian eine Mythisierung von Hesses früheren Lebenserlebnissen feststellen, die zusätzlich durch eine nahe Beschäftigung mit der Psychoanalyse gefärbt ist.

### Sprache und rhetorische Stilmittel
Auffällig am Satzbau des Demian ist die generelle Häufung von Parataxen, die auf der einen Seite eine schnelle, logische Verständlichkeit gewährleisten sollen, auf der anderen Seite der Erzählweise Sinclairs entspringen, die seinem Redefluss ähnlich zu sein scheint. So heißt es beispielsweise nach Emils Empfang von Demians Botschaft: Ich versank nach dem mehrmaligen Lesen dieser Zeilen in tiefes Nachsinnen. Es war kein Zweifel möglich, es war Antwort von Demian. Niemand konnte von dem Vogel wissen, als ich und er. Er hatte mein Bild bekommen. Er hatte verstanden und half mir deuten. Häufig werden Exkurse eingeschoben oder Zeitsprünge eingefügt. Auch sie verdeutlichen die Gedankensprünge des Erzählers Sinclair.

#### Antithese
Ein wichtiges Leitmotiv stellt der Gegensatz (Antithese) dar. Dies beginnt bereits mit der Einführung der zwei Welten und findet sich auch oft als rhetorische Figur wieder. Ein Textbeispiel:
„Sie war beides, beides und noch vieles mehr, sie war Engelsbild und Satan, Mann und Weib in einem, Mensch und Tier, höchstes Gut und äußerstes Böses.“

#### Aufzählungen/Wiederholungen
Als Gegensatz zur Antithese werden oft Wörter mit ähnlicher Bedeutung aneinandergereiht. Dies verstärkt den Eindruck auf den Leser. Ein Textbeispiel dazu:
„Zu dieser Welt gehörte milder Glanz, Klarheit und Sauberkeit, hier waren sanfte freundliche Reden, gewaschene Hände, reine Kleider, gute Sitten daheim.“

### Symbole und Motive

#### Wappenvogel
Das Bild des Wappenvogels, nämlich eines Sperbers, wird erstmals durch Demian erwähnt und befindet sich in Stein gemeißelt an Sinclairs Elternhaus. Später zeichnet Emil den Wappenvogel aufgrund der Vorkommnisse in seinen Träumen und schickt ein Gemälde an Demian. Dieses wird im Laufe der Handlung zu einem Traumvogel für Sinclair und steht als leitmotivisches Symbol für Schutz und Erkenntnis. Schließlich wird daraus das Bild eines Wappenvogels, der sich aus seinem Ei kämpft und damit Sinclairs Entwicklung symbolisiert: Auch Emil muss die schützenden Schalen brechen, die um ihn herum sind, um so seiner Bestimmung nachgehen zu können.

#### Kainszeichen
Das biblische Kainszeichen taucht im Werk mehrere Male auf und steht als Symbol für ein hohes Maß an Individuation. Darüber hinaus bedeutet es den Weg zur Reife, den man nur beschreiten kann, wenn man von Sünde und Schuld begleitet wird. Bezugnehmend auf die Geschichte von Kain und Abel, ist die folgende Textstelle erläuternd:
„Dazu sind wir gezeichnet – wie Kain dazu gezeichnet war, Furcht und Hass zu erregen und die damalige Menschheit aus einem engen Idyll in gefährliche Weiten zu treiben.“
Schließlich findet sich das Motiv am Schluss im realen Geschehen wieder. Die Erwachenden, die das Zeichen tragen und Abraxas verehren, haben Ideen und Visionen, die darauf hinzielen, die Welt zu erschüttern und zu erneuern. Diese, so Hesses Hoffnung, sollen mit dem Untergang der bestehenden Gesellschaft Realität werden.

#### Der lesende Held
Charakteristisch für die Entwicklung Sinclairs ist seine Darstellung als Lesender. So begegnet etwa an einer Scharnierstelle der Erzählung – scheinbar en passant – der Hinweis auf die Lektüre von Nietzsche-Büchern: „[…] ich hatte meinen ganzen Tag für mich, wohnte still und schön in altem Gemäuer vor der Stadt und hatte auf meinem Tisch ein paar Bände Nietzsche liegen“. Tatsächlich handelt es sich um ein topisches Motiv der deutschen Literaturgeschichte, das eine den Entwicklungsweg des Protagonisten bezeichnende Funktion besitzt.

### Literarische Anleihen
Wie viele andere Schriftsteller pflegte Hesse ein beachtliches Lesepensum und es ist naheliegend, dass sich auch in Hesses Werk Übereinstimmungen mit anderen Autoren finden lassen. So weist Jahnke auf zahlreiche Parallelen und Abwandlungen zu Friedrich Hölderlin, verschiedenen Vertretern der Romantik wie Wilhelm Heinrich Wackenroder, Novalis und Joseph von Eichendorff, sowie zu Gottfried Keller und Walter Flex hin. Beispielsweise ähneln sich Wackenroders Darstellung des Schaffensprozesses des italienischen Malers Raffael in den Herzensergießungen eines kunstliebenden Klosterbruders, die Hesse gekannt und rezensiert hat, mit Sinclairs Versuchen, das Beatrice-Bild zu zeichnen. Gleiches gilt für Wackenroders Schilderungen zu Joseph Berglinger und das Aufeinandertreffen von Sinclair und Pistorius. Hesses Bild der menschheitgebärenden Muttergöttin am Ende des Romans geht auf die Sonnenfrau in der Offenbarung des Johannes zurück.

#### Hölderlin
Wohl am offensichtlichsten ist der Bezug zu dem von Hesse sehr geschätzten Hölderlin, was sich bereits an der Wahl des Pseudonyms Emil Sinclair erkennen lässt: Isaac von Sinclair und Hölderlin verband eine tiefe Freundschaft, die sich unter anderem in dem Gedicht An Eduard ablesen lässt. Dort schildert Hölderlin sein untertäniges, durch Treue bis zuletzt geprägtes Verhältnis, dessen Vervollkommnung er im Soldatentod auf dem Schlachtfeld sieht. Beides findet sich auch im Demian. Emil Sinclair ist so abhängig von Demian, dass er ihn später gar als Führer bezeichnet und gegen Ende des Romans mit ihm in den Krieg zieht. Die Treue über den Tod hinaus deutet sich auf den letzten Seiten in Demians Aussage an, wenn Sinclair ihn einmal wieder brauche, müsse er in sich hinein hören. Auch die Art und Weise, wie Sinclair und noch mehr Demian den sich anbahnenden Krieg auffassen, nämlich als eine Art Umwälzung der Welt, korrespondiert mit dem historischen Isaac von Sinclair, der die damalige Französische Revolution stark befürwortete. In beiden Schriften wird dementsprechend die Gewittermetapher als Zeichen des nahenden Umbruchs aufgegriffen. Bemerkenswert ist allerdings die Umkehrung der Personenkonstellation in Hesses Roman: Aus Hölderlin wird Emil Sinclair, aus Isaac von Sinclair wird Demian.

#### Keller
Jahnke weist auch auf einige Bezüge zu Keller hin. Dies betrifft insbesondere das Sonett Vier Jugendfreunde. IV., das gewissermaßen als Vorlage für eine Szene dient, in der Sinclair sein Beatrice-Bild vollendet und sich dabei nach vielen Jahren wieder an Demian erinnert. Noch deutlicher sind die Parallelen zu Kellers Roman Der grüne Heinrich. Das Zerwürfnis mit dem Elternhaus, dessen Verlauf und Ende ähneln sich in beiden Erzählungen deutlich. Vergleichbare Positionen finden sich z. B. bei Sinclairs Einstellung zum Konfirmandenunterricht und Religion im Allgemeinen. Auch das Spinnennetz-Motiv als Zeichen der Reflexion von Gedachtem und Erlebtem ist in beiden Romanen vertreten.

### Stellung zum Ersten Weltkrieg
Hesses Verhältnis zum Ersten Weltkrieg kann durchaus als zwiespältig bezeichnet werden. Zwar verabscheute er alle Kriegsgreuel, kritisierte den übertriebenen Nationalismus beider Parteien und rief zum Frieden auf, hielt Kriege aber dennoch für unausweichliches Schicksal, für die Erneuerungsmöglichkeit einer untergehenden Gesellschaft. Gerade diesen „Wechsel der Atmosphäre“ und die Erschütterung im „normalen Leben der Herdenmenschen“ schätzte Hesse am Krieg, der bei vielen Heimkehrern für den Wunsch einer besseren Lebensführung sorge.
Dementsprechend gefasst gehen Sinclair und Demian mit dem Thema Krieg um. Sie sehen ihn als ihr gegebenes Schicksal an, dem nachgegeben werden muss, um etwas Neues zu schaffen. Kurz vor Ende des Romans erkennt Sinclair: „In der Tiefe war etwas im Werden. Etwas wie eine neue Menschlichkeit. […] Die Urgefühle, auch die wildesten, galten nicht dem Feinde, ihr blutiges Werk war nur Ausstrahlung des Innern, der in sich zerspaltenen Seele, welche rasen und töten, vernichten und sterben wollte, um neu geboren werden zu können.“ Und in Anlehnung an das Vogelmotiv zieht Emil sein Fazit: „Es kämpfte sich ein Riesenvogel aus dem Ei, und das Ei war die Welt, und die Welt mußte in Trümmer gehen.“

## Entstehungsgeschichte

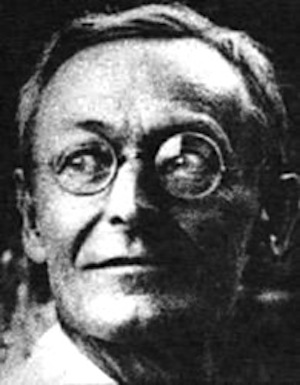
Hermann Hesse im Jahr 1925

Die Entstehung des Demian muss auch in Hinblick auf Hesses Lebenskrise in der Zeit des Ersten Weltkriegs verstanden werden: Hesse wurde durch die Polemikattacken in der Presse, die mit seinen Aussagen zum Krieg stark unzufrieden war, psychisch verletzt. Seine erschöpfende Arbeit in der Kriegsgefangenenfürsorge ab 1915 und der Tod seines Vaters im März 1916 machten ihm ebenso zu schaffen wie die körperlichen Leiden, die er seit Anfang desselben Jahres wieder empfand. Nach einer Nervenkrise unterzog sich Hesse ab dem Mai 1916 einer Psychotherapie, die bis in den November 1917 andauerte. Während dieser Zeit geriet Hesse über seinen Therapeuten Joseph Bernhard Lang, einen Kollegen und Schüler Carl Gustav Jungs, in Kontakt mit der Psychoanalyse, der in ihm einen bleibenden Eindruck hinterließ und eine innerliche Neuorientierung anregte.
In den Monaten September und Oktober 1917 schrieb Hesse den Demian nieder. Noch im selben Herbst kontaktierte er den Verleger Samuel Fischer. In seinem Brief behauptete Hesse, der Demian sei das Werk eines todkranken jungen Autors, der unerkannt bleiben wolle und den er deshalb „Emil Sinclair“ nenne. Nachdem der Roman beim Lektor Oskar Loerke auf Gefallen stieß, sagte Fischer zu. 1919 erschien ein Vorabdruck in der Neuen Rundschau, bald darauf auch eine Ausgabe als gedrucktes Buch. Später im Jahr gewann Hesse in Vertretung für Sinclair den Fontane-Preis für das beeindruckende vermeintliche Erstlingswerk Sinclairs.
Mitte 1920 identifizierten Otto Flake und Eduard Korrodi in Artikeln Hesse aufgrund von Stilanalysen als den Autor des Demian. (Flakes Frau Toni Flake hatte Hesse schon früher erkannt und war mit Hedwig Fischer befreundet, der Frau von Hesses Verleger Samuel Fischer, die Hesse mehrfach bat, Toni Flake doch sein Geheimnis anvertrauen zu dürfen; ob sie es gegen seinen Willen tat, ist unbekannt.) Im Juni forderte Korrodi ihn in der Neuen Zürcher Zeitung auf, sich selbst dazu zu bekennen. Nachdem Hesse schon privat einigen seiner Freunde, unter anderem seinem Verleger Fischer oder seinem Therapeuten Lang, davon erzählt hatte, machte er seine Autorenschaft im Juli 1920 in der Zeitschrift Vivos voco öffentlich und gab den Fontane-Preis zurück. Infolgedessen erschien auch der Roman ab der 4. Auflage (17. bis 26. Tausend) unter abgeändertem Titel.
Hesse hatte das Pseudonym „Emil Sinclair“ schon während des Ersten Weltkriegs für einige seiner kriegskritischen Aufsätze verwendet. 1918 erschien seine Skizze Eigensinn unter dem gleichen Namen. Die erneute Verwendung des Pseudonyms begründete Hesse gemeinhin damit, dass die junge Generation die Erzählungen eines (damals vierzigjährigen) „alten Onkels“ wohl kaum ernst genommen und ignoriert hätte. Ein anderer Grund war für ihn auch sein eigener, künstlerischer Umbruch: „Die Rolle des beliebten Unterhaltungsliteraten, in die ich geraten bin, Gott weiß wie, ist gewiß die letzte, die zu mir paßt. Mein Versuch, mit dem Demian mich dieser blöden Rolle zu entziehen und unbekannt zu bleiben, ist mißglückt.“ So gesteht er auch seinem Therapeuten Lang: „Am liebsten gäbe ich jedes neue Werk unter einem neuen Pseudonym heraus. Ich bin ja nicht Hesse, sondern war Sinclair, war Klingsor, war Klein etc. und werde noch manches sein.“
Zu seiner Wahl des Namens für die Titelfigur schrieb Hesse in einem Brief: „Der Name Demian ist nicht von mir erfunden oder gewählt, sondern ich habe ihn in einem Traum kennengelernt, und er sprach mich so stark an, daß ich ihn auf meinen Buchtitel setzte.“
Ein Großteil von Hermann Hesses Nachlass liegt im Deutschen Literaturarchiv Marbach. Das Typoskript von Demian ist dort im Literaturmuseum der Moderne in Marbach in der Dauerausstellung zu sehen.

## Hesses Kindheitserzählungen
Fiktive und biographisch verankerte Kindheitserinnerungen durchziehen Hesses Werk als selbständige Erzählungen oder Romanepisoden von Anfang an: Von „Aus Kinderzeiten“ (1903 entstanden) bis „Kaminfegerchen“ (1953 entstanden). Schwerpunkte der Schilderungen sind: Verfehlungen und Schuldgefühle („Nachtpfauenauge“ und „Kinderseele“, 1911 bzw. 1919 entstanden), Mobbing und Isolation („Die Verlobung“ und „Demian“, 1908 publiziert bzw. 1917 entstanden), Freundschaft mit einem reiferen Schüler („Demian“), Druck des Schulsystems („Unterm Rad“ und „Unterbrochene Schulstunde“, 1906 veröffentlicht bzw. 1948 entstanden), Krankheit und Tod eines Freundes („Aus Kinderzeiten“), soziale Unterschiede und die zwei Welten der Lateinschüler und Volksschüler („Demian“, „Unterbrochene Schulstunde“, „Kinderseele“ und „Peter Camenzind“, 1904 publiziert), Auseinandersetzung mit der mächtigen Vaterfigur („Kinderseele“), Versunkenheit in die eigene Erlebniswelt („Kaminfegerchen“).

## Rezeption

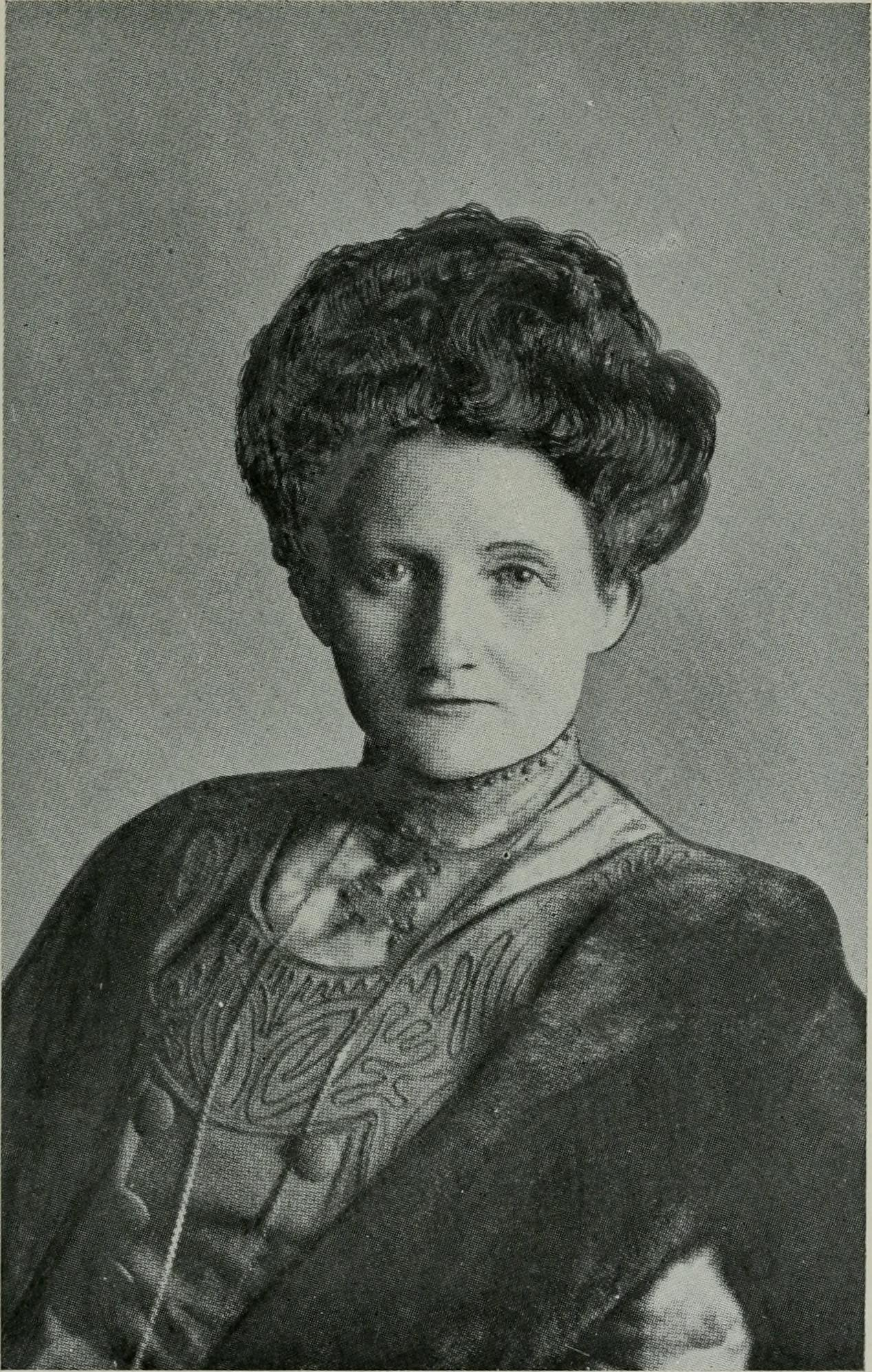
Lulu von Strauß und Torney, eine Rezensentin Demians

Die Rezeptionsgeschichte des Demian verlief, wie bei Hesse allgemein, wellenartig, und steht vor allem im Zusammenhang mit dem Anschwellen und Abflauen von Krisenzeiten. Sein Erscheinen fällt in die Zeit, als die Jugend – gerade wieder, mitunter traumatisiert, aus dem Krieg zurückgekehrt – nach Orientierung und Sinn im Leben suchte. 1922 beschrieb Lulu von Strauß und Torney die psychische Situation der Jugendlichen, die durch tiefe Uneinigkeit mit sich selbst geprägt ist, in einem Zeitungsartikel so:

„War es ein Wunder, daß die schwere Erschütterung des Kriegserlebnisses in diesen schon schwankend gelösten Seelen die letzten wurzelhaften Bedingungen zerstörte und zunächst ein völliges Chaos schuf? Hier war ja nicht nur das eigene Sein äußerlich wie innerlich bis zum Grunde erschüttert und fraglich geworden, sondern der gesamte Bestand der Gesellschaft, die tragende Kultur selbst. […] Und letzten Endes sah auch diese Jugend nur klar, was sie nicht wollte: die tiefe innere Verlogenheit, dieser alten untergangsreifen Gesellschaftskultur, […] die Ja sagt und Nein tut, die nicht den Mut zu sich selber hat.
 Dieses Ja und Nein, das ein überkommender Sprach- und Denkgebrauch Gut und Böse nennt, trug die Jugend freilich in sich selbst und spürte schmerzhaft seinen Widerstreit. […] Und sie träumte davon, das Ja und Nein in sich zu einer letzten verwegenen und heiligen Einheit zu erlösen […] Sie träumte von dieser Einheit, dieser Selbstrechtfertigung des vollen Menschentums, aber sie fand nicht das Wort dafür. Sie zerstieß sich den Kopf an Problemen, sie zerdachte und zerredete das Leben, ehe sie anfing, es zu leben. Und so geriet auch sie, diese Jugend der unbedingten Forderung, in eine tatlose Unfruchtbarkeit hinein, geriet auf den toten Punkt […]“

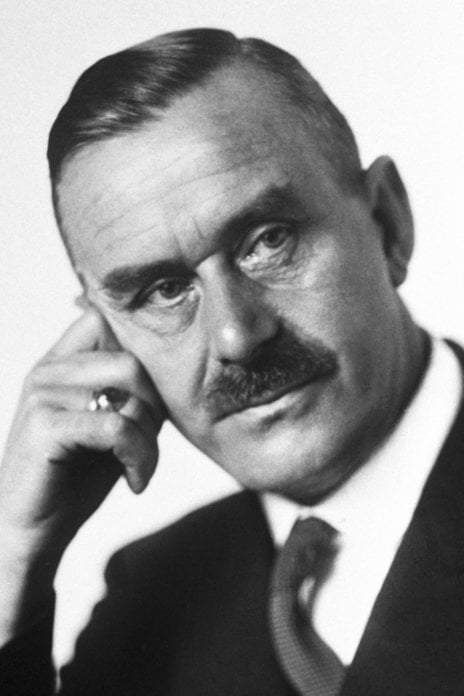
Thomas Mann, ein Freund Hesses, äußerte sich enthusiastisch zum Demian

Dieses Identitätsproblem wurde durch den Demian für viele Leser weitgehend gelüftet. Dementsprechend war die Zahl der verkauften Exemplare hoch und die Resonanz geradezu frenetisch. Unter anderem lobte die damalige Kritik die tiefe psychologische Menschenkenntnis und das intime Einfühlungsvermögen, besonders das in die Hauptfigur des Sinclair. Thomas Mann, der schon bald nach Herauskommen des Demian hellauf begeistert war, resümierte 1948 im Vorwort zur amerikanischen Ausgabe:

„Unvergeßlich ist die elektrisierende Wirkung, welche gleich nach dem ersten Weltkrieg der „Demian“ eines gewissen mysteriösen Sinclair hervorrief, eine Dichtung, die mit unheimlicher Genauigkeit den Nerv der Zeit traf und eine ganze Jugend, die wähnte, aus ihrer Mitte sei ihr ein Künder ihres tiefsten Lebens erstanden (während es ein schon Zweiundvierzigjähriger war, der ihr gab, was sie brauchte), zu dankbarem Entzücken hinriß.“

Stefan Zweig las den Demian als einen Text, „der psychologische Studie wie Fiktion ist, ungewöhnlicher Symbolismus als auch eine Geschichte, die wörtlich genommen werden soll, weitschweifender Essay wie einheitliche Erzählung“.
Während des Zweiten Weltkriegs gehörte Demian zu der im Dritten Reich verpönten Literatur. 1942 verhängte das Reichsministerium für Volksaufklärung und Propaganda dem Fischer Verlag einen Verlegestopp für die Bücher Hesses. Im Nachkriegsdeutschland kam es – unter anderem durch den Literaturnobelpreis 1946, aber auch durch die erneute Selbstsuche der desolaten Kriegsheimkehrer – wieder zu einem Hesse-Boom.
Während die deutsche Literaturwelt also nichts mehr mit Hesse anzufangen wusste, stieg die Popularität Hesses im Ausland ab den 1960ern rapide an, und erreichte in den 1970ern, besonders in den Vereinigten Staaten, ihren Höhepunkt. Angesichts des aufkeimenden Kapitalismus, des Vietnamkriegs und der Rassendiskriminierung begannen auch dort viele Jugendliche, sich nach anderen Werten und Lebensinhalten zu sehnen. Dabei half ihnen neben Der Steppenwolf und Siddharta ebenso der Demian, welcher hier im Zuge der allgemeinen Hesse-Welle bis 1976 um die 1,5 Mio. mal verkauft wurden. Durch die begeisterte Rezeption in den USA wurden nun auch wieder deutsche Leser angeregt, zum Demian zu greifen.
Als die südkoreanische Popgruppe BTS für ihr 2016 erschienenes Konzeptalbum Wings Hesses Demian in dem Musikvideo des Songs Blood, Sweat & Tears und in sieben Kurzfilmen zitierte und Symbole beziehungsweise Leitmotive aufgriff, schlug sich das auch auf die ohnehin schon große Popularität des Romans in Südkorea nieder. Besonders bei den unter 30-jährigen erfreute sich das Buch daraufhin große Beliebtheit und wurde so fast hundert Jahre nach seinem Erscheinen zu einem Bestseller in Südkorea.
Heute gehört Hesses Roman mit zu den Klassikern der Lektüre im Deutschunterricht. Inzwischen ist der Demian in mindestens 27 Sprachen übersetzt.

## Adaptionen
- 2002: Hörspiel, SWR. Regie: Oliver Sturm und Kirstin Petri, u. a. mit den Sprechern Ulrich Matthes, Valentin Stroh, Ingo Huelsmann, Karin Schröder, Wolfgang Höper, Uta Hallant, Hans Diehl, Martin Engler und Sven Plate.[46]
- 2008: Hörbuch, gelesen von Ulrich Noethen.
- 2021: Dramatisierung. Inszenierung: Anna Marboe, Landestheater Niederösterreich in St. Pölten.

## Buchausgaben
Die Erstausgabe erschien 1919 unter dem Pseudonym Emil Sinclair in Hesses „Hausverlag“, dem S. Fischer Verlag. Erst ab der 4. Auflage (17. bis 26. Tsd.) 1920 wurde, bei entsprechend verändertem Titel, die Autorschaft Hesses genannt. 1946 erschien Demian in der Büchergilde Gutenberg, ab 1949 im Suhrkamp Verlag, 1966 erstmals in der Bibliothek Suhrkamp, 1974 als Suhrkamp Taschenbuch und 2000 in der Suhrkamp BasisBibliothek.
- Emil Sinclair: Demian. Die Geschichte einer Jugend. Fischer, Berlin 1919.
- Demian. Die Geschichte von Emil Sinclairs Jugend. Fischer, Berlin 1920.
- Demian. Die Geschichte von Emil Sinclairs Jugend. Suhrkamp, Frankfurt am Main 1966; 26. Auflage 2004, ISBN 3-518-01095-6 (= Bibliothek Suhrkamp. Band 95).
- Demian. Die Geschichte von Emil Sinclairs Jugend. Suhrkamp, Frankfurt am Main 1974; 34. Auflage 1996, ISBN 3-518-36706-4 (= Suhrkamp-Taschenbuch. Band 206).
- Demian. Text und Kommentar von Heribert Kuhn. Suhrkamp, Frankfurt am Main 2000, ISBN 3-518-18816-X (= Suhrkamp-BasisBibliothek. Band 16).
- Demian. Vollständige Lesung von Ulrich Noethen. 5 Audio-CDs. DHV, München 2008, ISBN 978-3-86717-095-6.